# Fédération française du sport-boules
 (avril 2019).
La Fédération française du sport-boules (abrégée en FFSB) est une association loi de 1901 créée les 4 et 5 mars 1922 sous le nom Union nationale des Fédérations boulistes. Elle a pour objet principal le développement de la pratique du sport-boules et de disciplines associées (Raffa Volo, Boule bretonne) et leur organisation administrative et sportive.
La FFSB est membre fondateur de la Fédération internationale de boules (FIB) depuis 1946 et de la Fédération européenne de boules depuis 2016. Membre du Comité national olympique et sportif français, elle est sous la tutelle du Ministère des Sports qui la reconnait comme fédération sportive de haut-niveau.